# فوهلینگن
فوهلینگن (به آلمانی: Fühlingen) یک منطقهٔ مسکونی در آلمان است که در شوروایلر واقع شده‌است. فوهلینگن ۲٬۰۷۲ نفر جمعیت دارد.